# Kekoa Kekumano
Kekoa Scott Kekumano est un acteur américain, né le 16 juin 1998 à Hawaï.

## Biographie
Kekumano est né à Mililani, Hawaii. Il est diplômé de d'une Kamehameha Schools (en) en 2019.
Kekoa a commencé à travailler dans l'industrie cinématographique en 2010. De cette manière, il a assumé son travail de présentation en tant que Nahele Huikala dans la scène de l'arrangement télévisé Hawaii 5-0 appelé Poina'ole.

## Filmographie

### Séries télévisées
- 2015 : Hawaii 5-0 : Nahele Huikala / Nahele
- 2017 : Inhumans : Worker Bee
- 2022 : The White Lotus : Kai (saison 1)

### Téléfilm
- 2016 : A Midsummer's Hawaiian Dream : Koa

### Film
- 2018 : Aquaman : Arthur Curry, adolescent